# Elektrostimulator srca
Elektrostimulator srca ili veštački srčani pejsmejker, je deo elektrostimulacionog sistema koji generisanjem impulsa popravlja oslabljenu hronotropnu funkciju srčanog mišića. Elektrostimulacijski sistem čine generator impulsa i elektrode koje se uvode u srčani mišić (miokard). Generisanjem impulsa kroz srce se širi proces depolarizacije, koji uzrokuje kontrakciju srčanog mišića i na taj način omogućava normalan ritam srčanih otkucaja.

## Istorija[2]
Godine 1889., John Alekander MacVilliam pvi su objavili članak British Medical Journal (BMJ) sa rezultatima eksperimentima u kojima su primenili stimulator električnog impulsa na ljudsko srce u asistoliji i time izazvali kontrakciju srčanih komora i srčani ritam od 60-70 otkucaja, impulsima primjenjenim u jednakim razmakcima od 60-70/min.
Prvi elektrostimulator srca implantiran je čoveku 1958. godine u Karolinskom institutu u Švedskoj, prema dizajnu inženjer elektrotehnike Rune Elmqvist-a i hirurga Ake Senning-a. Prvomu pacijentu sa ugrađenim elektrostimulatorom srca kasnije je implantiran novi model, tako da je on doživio duboku starost, iako je prvi uređaj dobio sa 44 godine.
U Hrvatskoj je prvi elektrostimulator srca ugrađen je 1964.godine na Klinici za hirurgiju u KBC-u
Zagreb (Rebro).
Od svojih je početaka, 50-tik godina 20. veka, elektrostimulaciona terapija srca do danas se uspešno razvijala i napredovala velikim koracima u lečenju bolesti srca.
U početku su elektrostimulatori srca implantirani samo bolesnicima sa totalnim AV blokom i
ponavljanim sinkopama. Danas su indikacije proširene i sve su brojnije, tako da se osim samo z spašavanja života, savremeni elektrostimulatori primenjuju i za poboljšanje kvaliteta života srčanih bolesnika.
Izraziti tehnološkog napretka u 21. veku, pre svega razvoj mikroelektronskih delova, povećanje kapaciteta baterija i usavršavanje mikroprocesora, značajno su smanjene dimenzije i masa uređaja a poboljšao se i rad — pouzdanost elektrostimulatora. U tom smislu moderni implantabilni elektrostimulatori srca malih su dimenzija, svega 10 kubnih santimetara, za razliku od prvim modela koji su bili višestruko veći i teži (što je rezultovalo i učestalijim komplikacijama).
Elektrostimulator ne samo da je smanjio smrtnost već je povećao i kvalite života bolesnika. To je omogućilo da se elektrostimulator prilagodi individualnim potrebama bolesnika — da elektrostimulator bude aktivan samo kad nema ličnog, pretkomorskog ili komorskog ritma, a inaktivan u slučajevima kada se registruje normalan srčani ritam.
Bitne konstruktivne inovacija u 21. veku su i senzori aktivnosti, koji pacijentu omogućavaju prilagođavanje frekvencije stimulacije u zavisnosti od intenziteta fizičke aktivnosti.

## Epidemiologija
Svake se godine elektrostimulator srca implantira se u oko 900.000 bolesnika u svetu. Najviše
implantiranih elektrostimulatora po stanovniku u Evropi ima Nemačka.
Od zemalja u okruženju Srbije najveći broj implantiranih elektrostimulatora po stanovniku imaju Slovenija i Mađarska koje su u rangu zapadnoeuropskih zemalja. Bosna i Hercegovina znatno su ispod proseka Evrope dok Srbija ima malo manje implantiranih uređaja nego Hrvatska.

## Indikacije
Prve smernice za ugradnju trajnog elektrostimulatora srca objavljene su pre više od 20 godina, a objavilo ih je Američko kardiološko društvo. Smernice su se menjale iz godine u godinu, ali u osnovi su se jako malo razlikovale. Zadnje objavljene smernice, koje važe i danas, su one Evropskog kardiološkog društva iz 2013. godine.
Indikacije za ugradnju trajnog elektrostimulatora srca u 21. veku značajno su proširene i tako značajno uticale na broj implantiranih uređaja i kvalitetu života srčanih bolesnika. Među tim indikacijama najčešće su:
- atriventrikularni blokovi u sprovođenju impulsa,
- fibrilacija pretkomora sa bradiaritmijom komora,
- bolest sinoatrijalnog čvora,
- sindrom hipersenzitivnog sinusa karotikusa i
- infranodalne smetnje u provođenju.[24]

Ipak indikacija za ugradnju trajnog elektrostimulatora treba da se zasniva na čvrstim kliničkim
dokazima. Kao i za druge medicinske postupke, tako i za implantaciju elektrostimulatora srca postoje određene razine preporuke i različiti nivou potkrepljenosti iz objavljenih kliničkih studija.

## Osnovni principi elektrostimulacije srca
Osnovni cilj elektrostimulacije srca је pokrenuti električni potencijal miocita koji se potom širi srčanim mišićem i uzrokuje depolarizaciju ćelija i kontrakciju srčanog mišića (miokarda). Da bi se srčanim mišićem preneo električni potencijal, električno polje na vrhu elektrode mora biti dovoljne jačine.
Jačina poslatog impulsa?
Električni impuls poslat elektrostimulatorom određuje se sa dva parametra:
- amplitudom ili naponom, merenou voltima,
- trajanjem impulsa, mereno u milisekundama.

Energija impulsa proporcionalna je voltaži i trajanju impulsa i prilagođava se svakom bolesniku individualno jer svaka osoba ima različit prag nadražaja (koji se definiše kao najniža energija koja dovodi do električnog odgovora miokarda) koji zavisi od elektrolitskog statusa, korišćenih lekova, ili eventualnog razvoja fibroze na mestu stimulacije.
Način rada
Osnovne su funkcije elektrostimulatora stimulacija (енгл. pacing) i izazivanja sopstvenog srčanog električnog impulsa (енгл. sensing). Način rada opisuje se uz pomoću međunarodmog koda od pet slova — NASPE/BPEG-kod iz 1988. godine.
 NBG kodovi
| Stimulisana srčana šupljina | Mesto osećaja     | Odgovor na sopstveni impuls | Programibilnost ili modulacija frekvencije | Antitahikardijalna funkcija |
| --------------------------- | ----------------- | --------------------------- | ------------------------------------------ | --------------------------- |
| V ventrikul                 | V ventrikul       | T trigeriran                | P jednostavna programabilnost              | P Stimulacija               |
| A atrijum                   | A atrijum         | I inhibiran                 | M multiprogramabilnost                     | S Šok                       |
| D dual (A+V)                | D dual (A+V)      | D dual (T+I)                | C komunikabilnost                          | D dual                      |
| O nigde                     | O nigde           | O ništa                     | R modulacija frekvencije                   | O ništa                     |
| S jedno (A iliV)            | S jedno (A ili V) |                             | O neprogramabilnost                        |                             |

Tumačenje oznaka u NBG kodu:
- Prvo slovo označava srčanu šupljinu koja je stimulisan,
- Drugo slovo označava u kojoj šupljini uređaj registruje sopstvene impulse (енгл. sensing).
- Treće slovo opisuje šta uređaj radi kada registruje impuls (da li je izazvan stimulacijom ili je inhibiran, ili istovremen obe stimulacije u različitim srčanim šupljinama).
- Četvrto slovo označava programibilnost uređaja.
- Peto slovo se unosi ako postoji mogućnost antitahikardne stimulacije.

Izbor načina stimulacije
Izbor načina stimulacije najviše zavisi od oblika aritmiji odnosno indikaciji zbog koje se uređaj ugrađuje. Najčešće se koriste stimulatori DDD koji u atriji i u komori pokreću impulse i stimulišu ako se oni ne pojave, a ne stimulišu ako je prisutan registra spontani impuls i stimulatori VVI koji stimulišu u srčanu komoru ako se ne pojavi sopstveni impuls, a ako se on registruje, stimulacija izostaje.
U načelu pravila i ritmična stimulacija srčanih komora (VVI ili VVIR elektostimulatorima) namenjena je bolesnicima sa fibrilacijom pretkomora jer se pretkomore koja trajno fibriliraju ne mogu stimulisati.

## Vrste elektrostimulatora srca
U zavisnosti od poremećaja električnog sistema srca ugrađuju se različiti tipovi elektrostimulatora. Najčešće se implantira: DDD elektrostimulator, dvokomorni uređaj koji ima dvije elektrode, jednu u desnoj pretkomori, drugu u desnoj komori, što omogućava „fiziološku“ sekvencijsku stimulaciju srca.

## Komplikacije
Komplikacije nakon operacije implantacije pejsmejkera su retke (otprilike u 1-3% slučajeva), ali mogu uključivati:
- infekciju na mestu na kome je pejsmejker implantiran ili u krvotoku,

- alergijsku reakcija na boju ili anesteziju koja se koristi tokom postupka,
- otok,
- modrice ili krvarenje na mestu generatora, ili oko srca, posebno ako pacijent uzima lekove za razređivanje krvi.

Moguća komplikacija veštačkih pejsmejkera sa dve komore je tahikardija posredovana pejsmejkerom  (PMT), oblik reentrantne tahikardije. Kod PMT, veštački pejsmejker formira anterogradno (od pretkomore do komore) kolo, a atrioventrikularni (AV) čvor formira retrogradno (od komore do pretkomora) kolo. Lečenje PMT obično uključuje reprogramiranje pejsmejkera.
Još jedna moguća komplikacija je „tahikardija praćena pejsmejkerom“, gde se supraventrikularna tahikardija kao što je atrijalna fibrilacija ili atrijalni flater prati pejsmejkerom i proizvodi otkucaje iz ventrikularne elektrode. Danas je ovo izuzetno retko jer su noviji uređaji često programirani da prepoznaju supraventrikularne tahikardije i pređu na režime bez praćenja.
Važno je uzeti u obzir elektrode kao potencijalno žarište za tromboembolijske događaje. Vodovi su žice malog prečnika od pejsmejkera do mesta implantacije u srčanom mišiću i obično se postavljaju intravenozno kroz subklavijsku venu kako bi se pristupilo desnoj pretkomori. Stavljanje stranog predmeta u venski sistem na takav način može poremetiti protok krvi i omogućiti stvaranje tromba. Zbog toga, pacijenti sa pejsmejkerima će možda morati da budu stavljeni na antikoagulacionu terapiju kako bi se izbegla potencijalna tromboza ili embolus opasne po život.
Ovi provodnici takođe mogu oštetiti delove trikuspidalnog zaliska, bilo tokom postavljanja ili zbog habanja tokom vremena. Ovo može dovesti do trikuspidalne regurgitacije i desnostrane srčane insuficijencije, što može zahtevati zamenu trikuspidalne valvule.
Ponekad će biti potrebno ukloniti provodnike. Najčešći razlog za uklanjanje je infekcija; međutim, tokom vremena, elektrode mogu degradirati zbog brojnih razloga kao što je savijanje elektrode. Promene u programiranju pejsmejkera mogu donekle prevazići degradaciju elektroda. Međutim, pacijent koji ima nekoliko zamena pejsmejkera tokom decenije ili dve u kojima su elektrode ponovo korišćene može zahtevati operaciju zamene elektrode.
Zamena elektrode se može izvršiti na jedan od dva načina. Umetanjem novog seta elektroda bez uklanjanja strujnih elektroda (ne preporučuje se jer stvara dodatnu opstrukciju protoka krvi i funkcije srčanih zalistaka) ili uklanjanjem strujne elektrode, a zatim umetanjem zamene. Tehnika uklanjanja elektrode će varirati u zavisnosti od procene hirurga verovatnoće da će jednostavna trakcija biti dovoljna za složenije procedure. Elektrode se obično mogu lako odvojiti od pejsmejkera, zbog čega zamena uređaja obično podrazumeva jednostavnu operaciju za pristup uređaju i njegovu zamenu jednostavnim otkopčavanjem elektroda sa uređaja da bi se zamenili i zakačili na novi uređaj. Moguće komplikacije, kao što je perforacija srčanog zida, može nastati tokom uklanjanja elektroda iz tela pacijenta.
Slobodni kraj elektrode pejsmejkera se zapravo implantira u srčani mišić pomoću minijaturnog zavrtnja ili učvršćuje malim plastičnim kukama koje se nazivaju zupcima. Što su elektrode duže implantirane (počevši od godinu ili dve), veća je verovatnoća da će imati dodatne spojeve za telo pacijenta na različitim mestima na putu od uređaja do srčanog mišića, pošto telo teži da ugradi strane uređaje u tkiva. U nekim slučajevima, za elektrodu koja je umetnuta na kratko vreme, uklanjanje može uključivati jednostavnu vuču da bi se elektroda izvukla iz tela. U drugim slučajevima, uklanjanje se obično vrši laserom ili uređajem za sečenje koji se provlači poput kanile sa reznom ivicom preko elektrode i pomera se niz elektrodu da bi se uklonili svi organski dodaci pomoću sićušnih lasera za sečenje ili sličnog uređaja.
U literaturi je opisana pogrešna pozicija elektroda pejsmejkera na različitim lokacijama. Lečenje varira u zavisnosti od lokacije elektrode pejsera i simptoma.
Druga moguća komplikacija nazvana Tvidlerov sindrom se javlja kada pacijent manipuliše pejsmejkerom i uzrokuje da se elektrode uklone sa predviđene lokacije i izazove moguću stimulaciju drugih nerava.
Ukupan životni vek sa pejsmejkerima je odličan i uglavnom zavisi od osnovne bolesti, prisustva atrijalne fibrilacije, starosti i pola u vreme prve implantacije.

## Napomene
1. ↑  Veštački srčani pejsmejker treba razlikovati od fiziološkog srčanog pejsmejkera, koji se sastoji od pejsmejkerskih ćelija koje direktno kontrolišu rad srca i predstavljaju prirodne regulatore (pejsmejkere) srčane aktivnosti. One kreiraju ritmičke impulse i podešavaju tempo pumpanja krvi.

## Spoljašnje veze
- Najmanji pejsmejker na svetu je veličine zrna pirinča - www.rts.rs 3.4.2025.
- Detecting and Distinguishing Cardiac Pacing Artifacts Архивирано на веб-сајту  (4. март 2016)
- Implantable Cardioverter Defibrillator from National Heart, Lung and Blood Institute

|  | Molimo Vas, obratite pažnju na važno upozorenje u vezi sa temama iz oblasti medicine (zdravlja). |